# Der Kanu-Sport
Der Kanu-Sport war das Mitteilungsblatt des Deutschen Kanu-Sport-Verbandes (DKSV) im „Deutschen Turn- und Sportbund“ der DDR. Seine erste Nummer erschien im Dezember 1953. Die Zeitschrift trat die Nachfolge der Zeitschrift „Wassersport. Zeitschrift für Wassersport der Deutschen Demokratischen Republik“ an, die von den Sektionen Rudern, Kanu, Segeln und der FDJ gemeinsam herausgegeben wurde, zwischen Januar 1952 und April 1953 monatlich in Berlin erschien und für alle drei Sportsparten gleichermaßen schrieb. Der Name des Blattes lehnte sich an den Vorkriegstitel der vom Deutschen Kanu-Verband (DKV) herausgegebenen Zeitschrift Kanu-Sport an, die nach dem Krieg in der Bundesrepublik zunächst unter der Bezeichnung Kanusport-Nachrichten fortgeführt worden war und erst ab 1957 wieder unter dem ähnlichen Titel publiziert wurde.
Der Untertitel von „Der Kanu-Sport“ wechselte mit den Jahren: bis 1958 „Informationsblatt der Sektion Kanu der Deutschen Demokratischen Republik“, 1959–61 „Organ des Deutschen Kanu-Sport-Verbandes im Deutschen Turn- und Sportbund“, 1962–67 „Mitteilungsblatt des Deutschen Kanu-Sport-Verbandes im Deutschen Turn- und Sportbund“, 1968–90 „Mitteilungsblatt des Deutschen Kanu-Sport-Verbandes der Deutschen Demokratischen Republik“.
Verlagsort war bis 1959 Dresden, spätestens ab 1961 Berlin (Ost). Zwischen den Nummern Jan./Febr. 1970 und Januar 1971 gab es „aufgrund verschiedener Veränderungen in der Zusammensetzung der Redaktion und diverser technischer Schwierigkeiten“ eine Pause. Die Jahrgänge 1963–1965 hatten A5-Format, sonst blieb die Zeitschrift in wechselnder Seitenanzahl bei A4. Den Posten des Verantwortlichen Redakteurs übernahm in den Anfangsjahren Paul Anger, nach raschen Wechseln in den 50ern 1963–69 Hans Wittig, 1969–1970 war Hans-Jürgen Lotsch Verantwortlicher Redakteur; 1971–90 hatte Rainer Lotsch diese Funktion inne.
„Der Kanu-Sport“ widmete sich vorwiegend dem Leistungssport, veröffentlichte jedoch in den 50er und 60er Jahren auch zahlreiche Berichte vom Kanuwandern, vorrangig auf Flüssen der DDR, aber auch aus Osteuropa und der Sowjetunion. In einigen Ausgaben erschienen Artikel zu Randthemen (richtiger Paddelstil, Sportmedizin, Bootsbasteleien u. a.) Mit der Neustrukturierung der Zeitschrift 1971 nahm der Anteil der Wettkampfberichte stark zu, gemischt mit parteipolitischen Kommentaren und Verlautbarungen. Fahrtberichte erschienen jahrelang nur noch vereinzelt, Randthemen lange Zeit gar nicht mehr; erst in den 80er Jahren nahm der Anteil der Fahrtberichte wieder zu. Hervorzuheben ist die (nicht drucktechnische, aber) künstlerische Qualität der Schwarzweißfotos dieser Phase u. a. von Ferdinand Schimandl.
Die Zeitschrift erschien letztmals im Juni 1990, ein Dreivierteljahr vor dem auf dem Deutschen Kanutag am 21. April 1991 vollzogenen Zusammenschluss von DKSV und DKV (nicht im August 1990, wie der Leitartikel der DKV-Zeitschrift „Kanusport“ 9/1990, S. 79, nahelegt). „Die Finanzsituation unseres Verbandes vor der Vereinigung mit dem DKV und die abnehmende Leserzahl zwingen uns zu diesem Schritt.“ Die Abonnenten wurden ab September 1990 mit dem westdeutschen Pendant Kanu-Sport beliefert.